# كوتارو تاناكا
كوتارو تاناكا هو قاضي وأستاذ جامعي وسياسي ياباني، ولد في 25 أكتوبر 1890 في كاغوشيما في اليابان، وتوفي في 1 مارس 1974 في طوكيو في اليابان.

## مناصب
- انتخب عضو مجلس المستشارين  [لغات أخرى]‏.
- انتخب member of the House of Peers  [لغات أخرى]‏.
- انتخب قاضي محكمة العدل الدولية ‏ (1961 – 1970).
- انتخب Chief Justice of the Supreme Court of Japan [الإنجليزية]‏ (3 مارس 1950 – 24 أكتوبر 1960).
- انتخب List of justices of the Supreme Court of Japan [الإنجليزية]‏ (3 مارس 1950 – 24 أكتوبر 1960).